# جامعة حلبجة
جامعة حلبجة (زانكۆى هه‌ڵه‌بجه‌ بالكردي) هي واحدة من الجامعات الحكومية التي تقع في كردستان العراق، تأسست في عام 2011 في مدينة حلبجة محافظة حلبجة ، وتقدم الجامعة مجموعة متنوعة من كليات مثل العلوم الإنسانية، القانون، والتربية البدنية، مدة الدراسة فيها اربع سنوات ويقع الحرم الجامعي الرئيسي في حلبجة والثانوي في منطقة شهرزور، أول رئيس وهو الرئيس الحالي الدكتور خاصرو عبد الله علي.

## تاريخ
قبل عام 2010 كانت جامعة حلبجة هي عبارة عن كلية التربية الأساسية التي كانت تابعة لجامعة السليمانية، ثم في 8 يوليو 2010 قام مجلس وزراء حكومة إقليم كردستان بإصدار قرار رقم 1670 وإنشاء جامعة حلبجة وأصبحت كلية التربية تابعة لجامعة حلبجة، في فبراير 2011 ، تولى رئاسة جامعة حلبجة خسرو عبد الله علي.

## الحرم الجامعي
جامعة حلبجة لديها حرميين جامعيين، يقع الحرم الجامعي الرئيسي عند حافة مدينة حلبجة القريبة من قرية ابابيلي يتم الانتهاء منة حالياً، ومن المتوقع ان يتم الوصول إليها من قبل طلاب العام الراسي 2015-2016 ، وهو حرم كبير وهو المكان الذي سوف تقع جميع إدارات الجامعة فيه، ويقع الحرم الجامعي الأخر في منطقة شهرزور ويحتوي على قسم اللغة الكردية فقط.